# Anaïs Romand
Pour les articles homonymes, voir Romand.
Anaïs Romand est une costumière française.

## Biographie
Elle a travaillé avec des réalisateurs comme Guillaume Nicloux, Bertrand Bonello, Leos Carax ou Benoît Jacquot.
Elle a remporté trois César des meilleurs costumes : pour L'Apollonide : Souvenirs de la maison close en 2012, pour Saint Laurent en 2015 et pour La Danseuse en 2017.
Elle a aussi été nommée en 2016 pour Journal d'une femme de chambre.

## Filmographie
- 2000 : Les Destinées sentimentales d'Olivier Assayas
- 2002 : Demonlover d'Olivier Assayas
- 2005 : Zaïna, cavalière de l'Atlas de Bourlem Guerdjou
- 2007 : La Clef de Guillaume Nicloux
- 2008 : L'Autre de Patrick Mario Bernard et Pierre Trividic
- 2008 : Affaire de famille de Claus Drexel
- 2010 : Quartier lointain de Sam Garbarski
- 2010 : Holiday de Guillaume Nicloux
- 2011 : L'Apollonide : Souvenirs de la maison close de Bertrand Bonello
- 2012 : Holy Motors de Leos Carax
- 2013 : La Religieuse de Guillaume Nicloux
- 2014 : Les Nuits d'été de Mario Fanfani
- 2014 : Saint Laurent de Bertrand Bonello
- 2015 : Journal d'une femme de chambre de Benoît Jacquot
- 2015 : Les Anarchistes de Élie Wajeman
- 2016 : La Danseuse de Stéphanie Di Giusto
- 2017 : Les Gardiennes de Xavier Beauvois
- 2017 : La Douleur de Emmanuel Finkiel
- 2018 : Les Confins du monde de Guillaume Nicloux
- 2023 : La Fiancée du poète de Yolande Moreau
- 2024 : Sarah Bernhardt, La Divine de Guillaume Nicloux

## Distinctions

### Récompenses
- César 2012 : Meilleurs costumes pour L'Apollonide : Souvenirs de la maison close
- César 2015 : Meilleurs costumes pour Saint Laurent
- César 2017 : Meilleurs costumes pour La Danseuse

### Nominations
- César 2016 : César des meilleurs costumes pour Journal d'une femme de chambre
- César 2018 : César des meilleurs costumes pour Les Gardiennes
- César 2019 : César des meilleurs costumes avec Sergio Ballo pour La Douleur
- César 2019 : César des meilleurs costumes pour Un peuple et son roi
- César 2021 : César des meilleurs costumes pour De Gaulle [3]
- César 2025 : César des meilleurs costumes pour Sarah Bernhardt, La Divine